# Consoles de jeux vidéo de huitième génération
Dans l'histoire des consoles de jeux vidéo, la huitième génération débute en 2011 par la Nintendo 3DS, suivi en 2012 de la PlayStation Vita, de la Wii U, puis en 2013 avec des consoles basées sur le système d'exploitation Android de Google (comme la Ouya, le GameStick ou la Nvidia Shield), ainsi que les PlayStation 4 et Xbox One. Les Steam Machines de Valve sont quant à elles sorties en novembre 2015. La dernière console de cette génération est la première console hybride du marché, la Nintendo Switch, sortie par Nintendo en 2017.
Outre la croissance du secteur des jeux mobiles, le marché des consoles de huitième génération a été affecté par les événements en Chine, où l'interdiction des consoles vidéo a été levée en 2015, et la pandémie de COVID-19 en 2020, qui a retardé un certain nombre de sorties de jeux mais a vu une augmentation significative des achats de jeux vidéo par les personnes mises en quarantaine à la maison. Un certain nombre de microconsoles rétro ont également été lancées au cours de cette période.
Sony et Microsoft ont publié respectivement la PlayStation 5 et la Xbox Series X et Series S, toutes deux en novembre 2020. Considérés comme leurs systèmes de prochaine génération très attendus, ils poursuivent la tendance de la huitième génération avec des performances de calcul globales améliorées, une sortie graphique, et une prise en charge de la compatibilité descendante solide pour minimiser les perturbations de la mise à niveau vers la nouvelle plate-forme.

## Innovations
Chaque nouvelle console de cette génération apporte un nouveau type d'innovation en matière de technologie. Pour cette huitième génération, les innovations sont nombreuses et variées : 
- La Nintendo 3DS, offre la 3D autostéréoscopie (sans lunettes);
- La Wii U se focalise sur la résolution HD pour Nintendo et l'utilisation d'une manette avec un écran tactile intégré, le Wii U GamePad ;
- Les nouvelles consoles (Steam Machine, Nvidia Shield, etc.) reposeront sur des plateformes de vente de jeux en ligne, en opposition avec les consoles des constructeurs historiques proposant une double offre de jeux vendus soit sur support physique (exclusivement ou non), soit en ligne (exclusivement ou non) ;
- En parallèle des consoles, on a opposé autrefois l'arcade, puis les ordinateurs fixes. Pour cette génération de consoles, on pourrait opposer les ordinateurs/tablettes/smartphones aux machines conçues pour le jeu vidéo en priorité (et plus exclusivement). Différents systèmes d'exploitation existent pour les tablettes/smartphones (Android, iOS, Windows 10 Mobile), voire sont en commun avec les ordinateurs classiques (Windows 10 disponible pour des ordinateurs hybrides tactiles). Certaines consoles de jeu utilisent ces systèmes d'exploitation. À l'inverse, les consoles de jeu proposent de plus en plus de fonctions multimédias, souvent un navigateur Web, et tendent à se rapprocher des ordinateurs ;
- La distinction entre console portable et console de salon devient de plus en plus floue. Des consoles portables peuvent afficher leur image sur un écran externe (Nvidia Shield, tablettes/smartphones, notamment ceux de marque Apple avec le boitier Apple TV ou par câble, ou alors via la norme MHL ou Miracast), et au contraire certaines consoles de salon peuvent être indépendantes d'un écran externe (Wii U).

## Les consoles de salon

### Wii U
En novembre 2010, le PDG de Nintendo of America, Reggie Fils-Aime, a déclaré que la sortie de la prochaine génération de Nintendo serait déterminée par le succès continu de la Wii. Nintendo a annoncé son successeur à la Wii, la Wii U, à l'Electronic Entertainment Expo 2011 le 7 juin 2011. La console est sortie le 30 novembre 2012.
Le contrôleur principal de la Wii U appelé « Gamepad » autrefois appelé « Mablette » (mot-valise entre la tablette et la manette) dispose d'un écran tactile intégré qui peut fonctionner comme un écran auxiliaire interactif, d'une façon similaire aux consoles de la gamme Nintendo DS et à la Nintendo 3DS, ou même comme écran principal lui-même, ce qui permet de jouer sans avoir besoin d'un écran supplémentaire connecté à la console (comme une console portable exclusivement à domicile). La Wii U est également compatible avec tous les périphériques de la Wii.

### Ouya
Le 3 juillet 2012, Boxer8 annonce une nouvelle console nommé Ouya. C'est une petite console fonctionnant sous Android 4.1 (noyau Linux) et basée sur le téléchargement et le streaming. La sortie aura lieu pour mars 2013 mais pour les développeurs, une sortie de la console s'est faite le 28 décembre 2012.

### GameStick
Son constructeur, PlayJam, a annoncé que c'est « la plus portable des consoles de salon » : le prototype est aussi compact qu'une clé USB et possède 8 Go de mémoire flash. La console se branche directement sur le port HDMI d'un écran, avec une manette sans fil en guise de contrôleur, sur laquelle un slot de rangement permet de glisser la console. Il sera possible d'utiliser n'importe quel périphérique bluetooth. La console tournera sous Android Jelly Bean.

### PlayStation 4
La PlayStation 4 a été présentée le 20 février 2013. Sa sortie est le 29 novembre 2013 en Europe. En plus du modèle original, deux autres modèles sont commercialisés : la PlayStation 4 Slim et la PlayStation 4 Pro.

### Xbox One
Microsoft, créateur des consoles Xbox et Xbox 360, présente la Xbox One pendant un événement en direct, le 21 mai 2013, sa sortie est le 22 novembre 2013. En plus du modèle original, deux autres modèles sont commercialisés : la Xbox One S et la Xbox One X.

### Steam Machines
Les Steam Machines sont un ensemble de consoles de salon basées sur une architecture PC et utilisant le système d'exploitation SteamOS ainsi qu'une manette de jeu vidéo conçus par Valve, le créateur de franchises renommées telles que Half-Life et Counter-Strike. Elles ont été commercialisées par différents constructeurs en 2015.
Valve a présenté, au CES 2014, une dizaine de ces machines fabriquées par iBuyPower, Alienware, Materiel.net, CyberpowerPC, Falcon Northwest, Gigabyte, Webhallen, Origin, Zotac, Scan Computers, DigitalStorm, Next et Alternate.

### Nvidia Shield Android TV
La Nvidia Shield Android  TV est une console de salon fonctionnant à son lancement sur  Android TV 5.0 Lollipop, et actuellement sur Android TV 6.0 Marshmallow. Elle est équipée d'un processeur Tegra X1 développé par Nvidia. Elle est sortie début 2015 aux États-Unis et en octobre 2015 en France

## Les consoles portables

### Nintendo 3DS
La Nintendo 3DS a pour particularité de posséder deux écrans : celui du haut est au format 5:3 de 3,53 pouces et propose de la 3D autostéréoscopique (c'est-à-dire sans avoir besoin de lunettes spéciales) tandis que celui du bas est tactile et au format 4:3 de 3,02 pouces. Elle dispose également d'un gyroscope et d'un stick analogique. Cette console est sortie le 26 février 2011 au Japon, le 25 mars 2011 en Europe, le 27 mars 2011 aux États-Unis et le 31 mars 2011 en Australie.
La Nintendo 3DS XL possède deux écrans 90 % plus grands que ceux de la 3DS, elle suit la DSi XL dans la gamme des consoles portables avec une prise en main facilitée. Sa commercialisation a débuté le 28 juillet 2012 en Europe et au Japon et le 19 août 2012 en Amérique du Nord.
La Nintendo 2DS a pour particularité de ne proposer aucune fonctionnalité 3D, de ne pas être pliable et d'être plus abordable. Cette console a été annoncée le 28 août 2013 pour une sortie le 12 octobre 2013.
La New Nintendo 3DS possède des coques interchangeables et est compatible avec les amiibo et possède un nouveau stick "C", elle est également plus performante et va plus vite au niveau du chargement et la 3D est améliorée. La New Nintendo 3DS XL possède les mêmes fonctions mais ne peut pas avoir de coques interchangeables. Elle est prévue le 13 février 2015.

### PlayStation Vita
La PS Vita possède un écran OLED tactile et LCD de 5 pouces sur le devant mais aussi un pavé tactile au dos de la console. Elle dispose également d'un gyroscope et de deux sticks analogiques. La console est sortie le 17 décembre 2011 au Japon et le 22 février 2012 aux États-Unis et en Europe.
L'appareil est rétrocompatible avec un sous-ensemble des jeux PSP et PS One publiés numériquement sur le PlayStation Network via le PlayStation Store. Les graphismes des versions PSP sont agrandis, avec un filtre de lissage pour réduire la pixellisation.
Les ventes à vie de la Vita n'ont pas été publiées par Sony mais ont été estimées entre 15 et 16 millions,. Sony a abandonné la PlayStation Vita le 1er mars 2019 et n'a pas l'intention de lui succéder,.

### Nvidia Shield
La Nvidia Shield est une console qui sera produite par Nvidia, annoncé lors du Consumer Electronic Show 2013. D’après le constructeur, son système d'exploitation sera Android, et fonctionnera avec le Tegra 4. Il sera aussi équipé d'une sortie HDMI, d'un port micro-USB, d'un lecteur microSD et d'un écran de 5 pouces en 720p. Il sera aussi possible de télécharger des jeux à partir d'un PC et d'y jouer soit sur la console et son écran, soit sur une télévision. On peut donc la considérer à la fois comme une console portable et de salon.

### Nintendo Switch Lite
La Nintendo Switch Lite est une édition de la Nintendo Switch proposant exclusivement la fonction console portable, elle possède un écran plus petit ainsi que des joycon intégrés. Des joycon classiques peuvent cependant être connectés à la console.

## La console hybride

### Nintendo Switch
La Nintendo Switch est une console mi-salon/mi-portable (ou "Hybride") sortie le 3 mars 2017 dans le monde et le 1er décembre 2017 en Corée du Sud. C'est la première console grand public hybride à sortir sur le marché. Elle possède une station d'accueil permettant d'accueillir la tablette fonctionnant comme une console de salon ou la tablette seule possédant deux Joy-Con fonctionnant comme une console portable.

## Comparaisons
| Fabricant                       | Nintendo | Nintendo | Sony | Sony | Microsoft | Microsoft |
| Console                         | Wii U | Nintendo Switch | PlayStation 4 | PlayStation 4 Pro | Xbox One | Xbox One X |
| ------------------------------- | --- | --- | --- | --- | --- | --- |
| Console                         | centrer | centrer | centrer | centrer | centrer | centrer |
| Prix au lancement (USD)         | 349 $ (ou 349 €) | Modèle standard hybride : 299 $ (ou 299 €) Modèle Lite : 199 $ (ou 199 €) | Modèle classique : 399 $ (ou 399 €) Modèle Slim : 299 $ (ou 299€) | 399 $ (ou 399 €) | Modèle Classique : 499 $ (ou 499 €) Modèle S : 299 $ (ou 299€) | 499 $ (ou 499 €) |
| Dates d'annonce                 | 7 juin 2011 | Modèle standard hybride : 17 mars 2015 Modèle Lite : 10 juillet 2019 | 20 février 2013 | 7 septembre 2016 | 21 mai 2013 | 11 juin 2017 |
| Dates de sortie                 | AN : 18 novembre 2012 EUR : 30 novembre 2012 JAP : 8 décembre 2012 | Modèle standard hybride : INT : 3 mars 2017 KOR : 1er décembre 2017 CHN : 10 décembre 2019 Modèle Lite : INT : 20 septembre 2019                                                                         | Modèle classique :AN : 15 novembre 2013 EUR : 29 novembre 2013 JAP : 22 février 2014 CHN : 20 mars 2015Modèle Slim :INT : 15 septembre 2016 | INT : 10 novembre 2016 | Modèle classique : AN : 22 novembre 2013 EUR : 22 novembre 2013 JAP : 4 septembre 2014 CHN : 29 septembre 2014Modèle S : INT : 2 août 2016 JAP : 24 novembre 2016                                                                                 | INT : 7 novembre 2017 |
| Jeu le plus vendu               | Mario Kart 8 (8,44 millions) | Mario Kart 8 Deluxe (67,35 millions), | Grand Theft Auto V (19,39 millions) | Grand Theft Auto V (19,39 millions) | Grand Theft Auto V (8,72 millions) | Grand Theft Auto V (8,72 millions) |
| Sortie vidéo                    | Jusqu'à Full HD - 1080p - 1080i - 720p - 480p | Mode TV : - 1080p - 720p - 480p Mode portable : - 720p | Jusqu'à Full HD - 1080p - 1080i - 720p - 480p | Jusqu'à Ultra HD - 2160p - 1080p - 1080i - 720p | Jusqu'à Full HD - 1080p - 720p - 480p | Jusqu'à Ultra HD - 2160p - 1440p - 1080p - 720p |
| Support jeux                    | Disque optique iDensity (format propriétaire) | Cartouche de jeu vidéo | Disque Blu-ray | Disque Blu-ray | Disque Blu-Ray | Disque Blu-Ray |
| Support jeux                    | Disque optique iDensity (format propriétaire) | Cartouche de jeu vidéo | Disque Blu-ray | Disque Blu-ray | Lecteur Blu-Ray UHD, essentiellement pour la lecture de films (seulement sur Xbox One S et Xbox One X) | |
| Accessoires                     | - GamePad + stylet - Wii U Pro Controller - Wiimote / Wiimote Plus - Balance Board - Station de recharge GamePad - Support GamePad - Supports console - Microphone USB - Adaptateur pour manettes GameCube | - Joy-Con - Switch Pro Controller - Joy-Con Grip - Dragonnes Joy-Con - Station d'accueil Nintendo Switch - Casque audio - Volants Joy-Con - Adaptateur pour manettes GameCube - Nintendo Labo - Ring-Con | - PlayStation VR - DualShock 4 - PlayStation Move - PlayStation Camera - Support vertical - Micro-casque stéréo sans fil 2.0 - Station de recharge pour DualShock 4 - Station de recharge pour PlayStation Move - Support TV pour PlayStation Camera | - PlayStation VR - DualShock 4 - PlayStation Move - PlayStation Camera - Support vertical - Micro-casque stéréo sans fil 2.0 - Station de recharge pour DualShock 4 - Station de recharge pour PlayStation Move - Support TV pour PlayStation Camera | - Kinect - Kit Play & Charge Xbox One - Micro-casque stéréo - Télécommande multimedia Xbox One - Adaptateur casque Stéréo - Station de charge Energizer pour manettes Xbox One - Tuner Digital pour Xbox One - Support sur téléviseur pour Kinect | - Kinect - Kit Play & Charge Xbox One - Micro-casque stéréo - Télécommande multimedia Xbox One - Adaptateur casque Stéréo - Station de charge Energizer pour manettes Xbox One - Tuner Digital pour Xbox One - Support sur téléviseur pour Kinect |
| Processeur central              | Processeur tri-cœur IBM basé sur l'architecture IBM POWER (3 x 1,24 GHz) | Processeur octo-cœur ARM Cortex-A50 (4x ARM Cortex-A57 et 4x ARM Cortex-A53) avec jeu d'instructions ARMv8 (8 x 1,02 GHz)                                                                                | Processeur octo-cœur AMD avec jeu d'instructions x86-64 « AMD Jaguar » (8 x 1,6 GHz) | Processeur octo-cœur AMD avec jeu d'instructions x86-64 « AMD Jaguar » (8 x 2,1 GHz) | Processeur octo-cœur AMD avec jeu d'instructions x86-64 « AMD Jaguar » (8 x 1,75 GHz) | Processeur octo-cœur AMD avec jeu d'instructions x86-64 « AMD-customized Jaguar Evolved » (8 x 2,3 GHz) |
| Processeur graphique            | AMD Radeon HD « Latte » 6770 (550 MHz) - 352 Gflops | NVIDIA Tegra X1 NX-SoC (T210) architecture Maxwell doté de 256 cœurs CUDA Fréquence en mode dock : 768 MHz - jusqu'à 786 Gflops Fréquence en mode portable : 384 MHz - jusqu'à 392 Gflops                | AMD Radeon GCN 1.1 doté de 18 unités de calcul cadencées à 800 MHz - 1,84 TFLOPS | AMD Radeon GCN 4 doté de 36 unités de calcul cadencées à 911 MHZ - 4,2 TFLOPS | AMD Radeon GCN 2 doté de 12 unités de calculs cadencées à 853 MHz - 1,31 TFLOPS | AMD Radeon GCN 4 doté de 40 unités de calculs cadencées à 1 172 MHz - 6 TFLOPS |
| Mémoire vive                    | 2 Go de DDR3 cadencé à 1 600 MHz (1 Go pour le système, 1 Go pour les jeux) | 4 Go de LPDDR4 | 8 Go de GDDR5 cadencés à 5 500 MHz (de 4,5 à 5 Go pour les jeux) + 256 Mo de DRAM pour les taches de fonds | 8 Go de GDDR5 cadencés à 6 800 MHz + 1 Go de DRAM pour les taches de fonds | 8 Go de DDR3 cadencés à 2 133 MHz (3 Go pour le système, 5 Go pour les jeux), + 32 Mo de ESRAM | 12 Go de GDDR5 cadencés à 6 800 MHz |
| Disque dur                      | 8 ou 32 Go (mémoire flash), disque dur en option via USB | 32 Go (mémoire flash), carte MicroSDXC en option (jusqu'à 2 To) | 500 Go ou 1 To, disque dur en option via USB | 1 To, disque dur en option via USB | 500 Go, 1 To ou 2 To, disque dur en option via USB | 1 To, disque dur en option via USB |
| Jeu en ligne                    | Nintendo Network Nintendo eShop Miiverse | Nintendo Network Nintendo Switch Online Nintendo eShop | PlayStation Network | PlayStation Network | Xbox Live | Xbox Live |
| Rétrocompatibilité              | Wii (jeux et accessoires) GameCube (manettes seulement pour Super Smash Bros. for Wii U) | GameCube (manettes seulement) | Non | Non | Xbox et Xbox 360 (pas pour tous les jeux) | Xbox et Xbox 360 (pas pour tous les jeux) |
| Ventes (Chiffres de Mai 2025) , | 13,56 millions | 152,12 millions | 117,20 millions | 117,20 millions | 57,96 millions | 57,96 millions |
| Fin de production               | INT : 31 janvier 2017 | Encore en vente | Encore en vente | Encore en vente | Juillet 2020 | Juillet 2020 |